# Carlos Ortiz Jiménez
Carlos Ortiz Jiménez (ur. 3 października 1983 w Madrycie) – hiszpański futsalista, zawodnik z pola, gracz Inter Movistar i reprezentacji Hiszpanii.

## Sukcesy

### Klubowe
- UEFA Futsal Cup: 2009
- Puchar Hiszpanii: 2009
- Superpuchar Hiszpanii (2): 2009, 2011
- Copa del Rey (3): 2011, 2012, 2013

### Reprezentacyjne
- Mistrzostwo Europy (3): 2007, 2010, 2012